# Filethaken

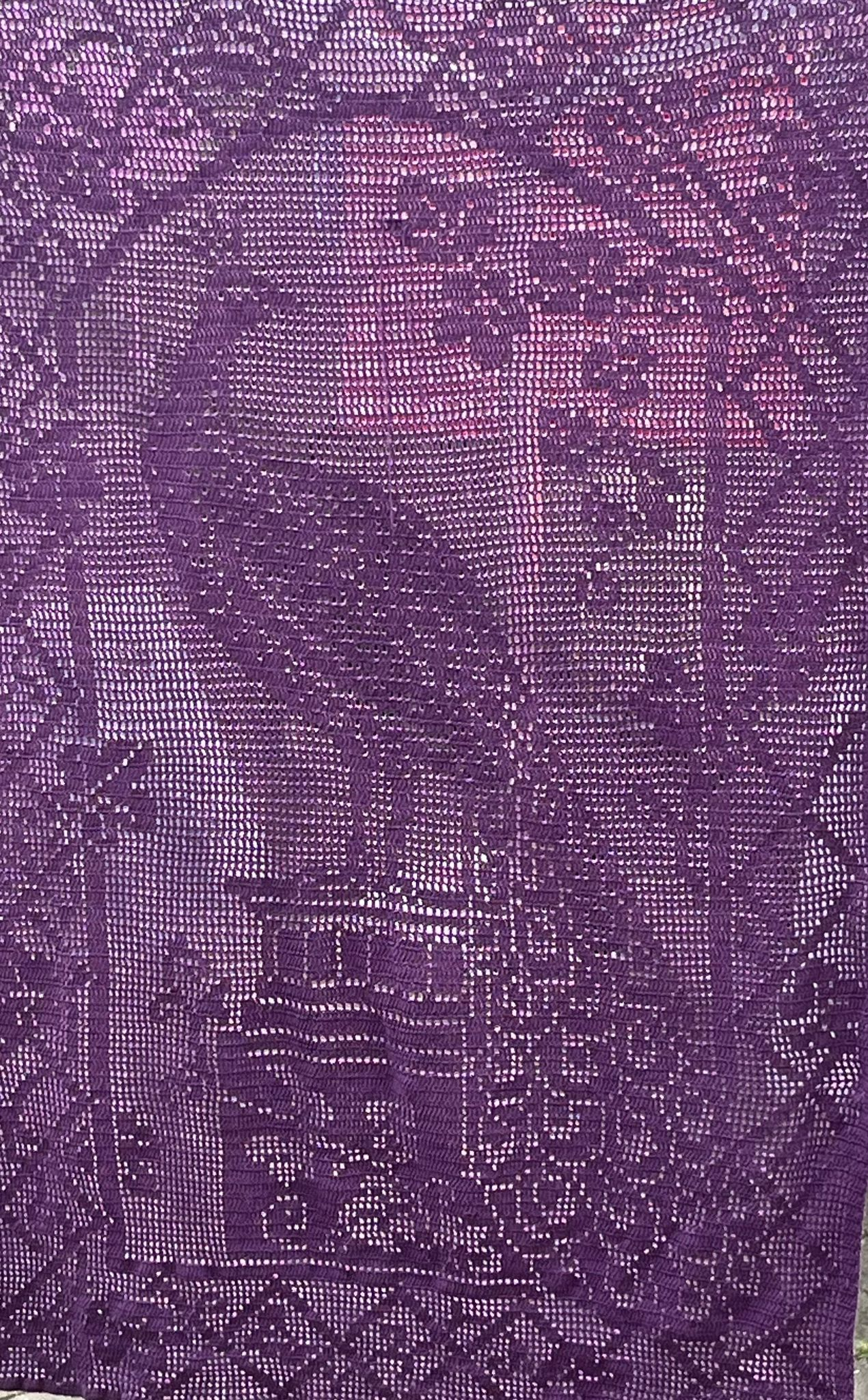
Modern filet haakwerk

Filethaken is een vorm van handwerk waarbij de handwerker gebruikt maakt van de haaktechniek en door middel van stokjes (een haaksteek) kleine hokjes maakt die, afhankelijk van het patroon, al dan niet gesloten zijn. Doordat delen van de gemaakte stof meer licht doorlaten dan andere gedeelten, ontstaat er een afbeelding die het duidelijkst wordt wanneer het project tegen het licht wordt gehouden. Het haakproject vormt een soort net, waar de naam 'filet' ook vandaan komt; dit is Frans voor net.

## Techniek
Het haakwerk wordt in rijen boven elkaar gehaakt. In eerste instantie wordt opgezet in een rij lossen gehaakt, waarna geëindigd wordt met twee extra lossen die een stokje vertegenwoordigen. De rij daarna wordt gehaakt met afwisselend stokjes en lossen, die volgens het patroon verdeeld worden over de tweede rij.
Deze wijze van haken vergt bijna altijd een patroon, dat meestal in al dan niet ingekleurde vakjes is verdeeld. Elk vakje staat hierbij voor een stekencombinatie. Meestal is deze combinatie bij een leeg vakje één stokje, waarop één of twee lossen volgen en dan een tweede stokje. Een gevuld vakje is vaak een combinatie van drie of vier opeenvolgende stokjes. Op deze wijze ontstaan uitgebreide patronen die ook wel lijken op borduurpatronen voor kruissteek borduurwerk. Dergelijke patronen kunnen ook voor filethaken gebruikt worden.

## Gebruik

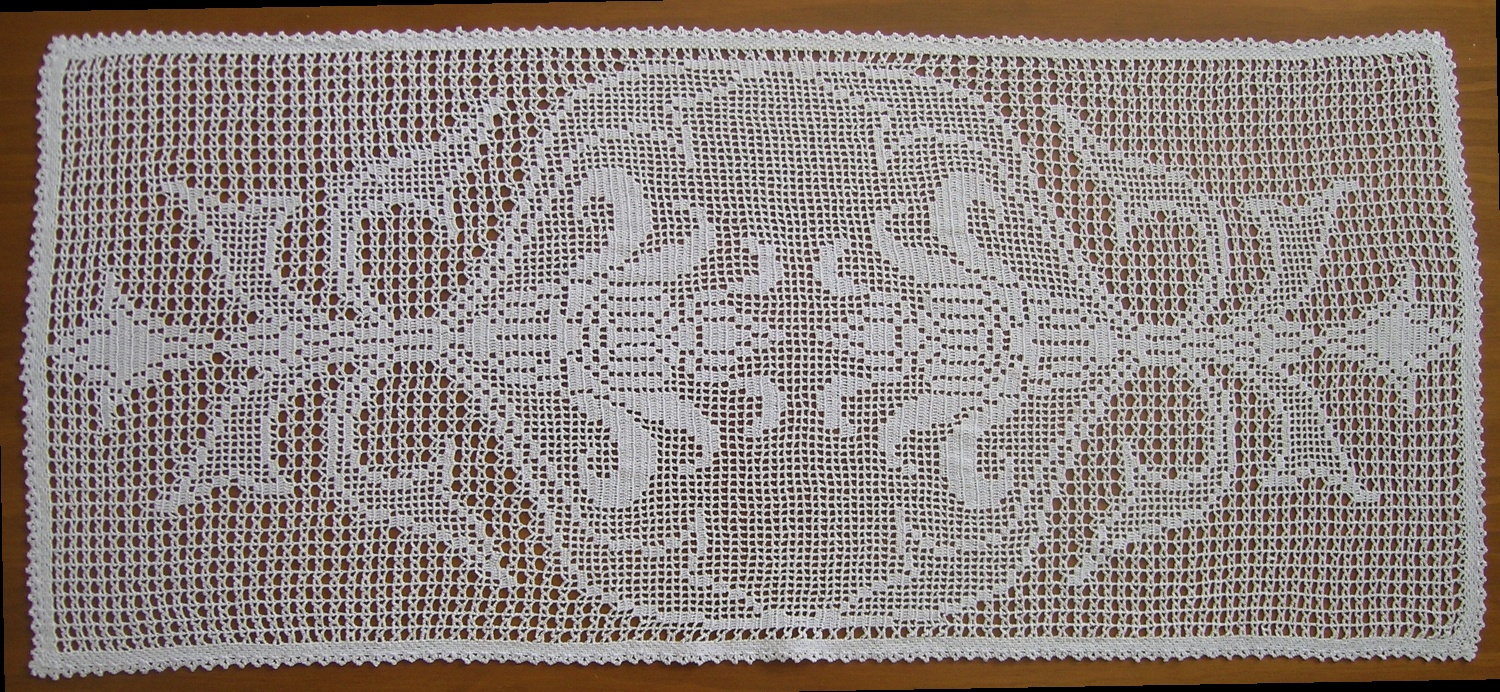
Traditioneel filethaakwerk

Van oudsher wordt filethaken gebruikt voor raambekleding, waarbij de positie in het licht het werk beter uit doet komen. De techniek was in de jaren '60 erg populair voor vitrage, kleedjes en grote spreien en wordt hierdoor soms als oubollig gezien. De veelal dunne en spierwitte draad die hierbij werd gebruikt hielp niet mee in dit imago; hierdoor duurde het erg lang voor het patroon klaar was en was het altijd van dezelfde witte katoen gehaakt.
Meer recent is de techniek in een wat beter daglicht komen te staan, ook omdat er nu veelal andere kleuren worden gebruikt om de patronen geheel anders uit te doen komen. Ook is de techniek relatief eenvoudig doordat er slechts twee typen haaksteken worden gebruikt. Ondanks deze heropleving delen handwerkers soms nog patronen uit de 19e eeuw met elkaar, omdat deze nog altijd bruikbaar zijn.
Toch worden er heden ten dage ook patronen gemaakt die in deze tijd nooit gemaakt zouden worden. Zo kunnen er tegenwoordig patronen met scheldwoorden erin verwerkt gekocht worden. Ook worden er nu andere voorwerpen gemaakt dan spreien en raambekleding, zo zijn er omslagdoeken en bloempotcovers die de techniek gebruiken. Toch is het gebruik op nieuwe manieren beperkt door het tweedimensionale karakter van de techniek.